# Trevor Horn
Trevor Charles Horn (ur. 15 lipca 1949 w Durham, Wielka Brytania) – brytyjski producent muzyczny, muzyk rockowy i nowofalowy, multiinstrumentalista.
Urodził się w Durham w Anglii. Grał przez pewien czas na kontrabasie w big bandach jazzowych i produkował płyty mało znanych artystów, następnie stworzył zespół Buggles, z którym nagrał przebojową piosenkę Video Killed the Radio Star. W 1980, wraz z innym byłym członkiem Buggles – Geoffem Downesem, dołączył do grupy Yes. Horn zastąpił wokalistę, Jona Andersona – nagrał z Yes płytę Drama, w jednym utworze grał także na gitarze basowej. Opuścił zespół po siedmiu miesiącach, na początku 1981, w wyniku niepowodzenia trasy koncertowej, koncentrując się na produkcji płyt. Pracował jeszcze później z Yes, współprodukując ich dwa kolejne albumy studyjne.
Współtworzył też na początku lat osiemdziesiątych studyjną grupę Art Of Noise.
Po nagraniu drugiej płyty Buggles, Horn skupił się na produkcji płyt artystów popowych i rockowych. Najbardziej znani spośród nich to Tina Turner, Frankie Goes to Hollywood, Tom Jones, Paul McCartney, Seal, Propaganda, Grace Jones, ABC, Lisa Stansfield, Pet Shop Boys, Mike Oldfield, Marc Almond, Genesis, t.A.T.u. i inni.
Horn był w 1983 współzałożycielem wytwórni płytowej ZTT, a w 1993 otrzymał nagrodę Grammy za produkcję drugiego albumu Seala.
W 2006 roku jego żona i współproducentka, Jill Sinclair, w wyniku nieszczęśliwego wypadku została postrzelona przez syna, Aarona. W wyniku odniesionych ran doznała trzyletniej śpiączki i kompletnego paraliżu ciała. Horn został wdowcem w 2014 roku.
31 grudnia 2010 Horn znalazł się na tradycyjnej, noworocznej liście osób uhonorowanych brytyjskimi odznaczeniami państwowymi. Otrzymał Order Imperium Brytyjskiego klasy Komandor (CBE). 
W 2004 roku Trevor Horn razem z zespołem The Buggles wystąpił na scenie, przed księciem Karolem, po kilkunastu latach przerwy, co zapoczątkowało okazjonalne koncerty zespołu trwające po dziś dzień.